# Эллис, Джордж (поэт)
Георг Эллис (19 декабря 1753 — 10 апреля 1815) — британский поэт-сатирик, литературовед, антиквар, дипломат и политик.
Родился на Ямайке в семье владельца плантации сахарного тростника. Образование получил в Вестминстерской школе и в Тринити-Колледже, Кембридж. Его первыми поэмами стали Bath; Its Beauties and Amusements (1777) и Poetical Tales of Gregory Gander (1778). В 1784 году он также, как предполагается, входил в число авторов сатирической поэмы The Rolliad, направленной против правительства Уильяма Питта. В конце 1784 года поступил на дипломатическую службу и отправился в составе английского посольства в Гаагу, в 1797 году сопровождал лорда Мэлмесбери в его поездке в Лилль как секретарь посольства. По возвращении он был представлен Питту и объяснился с ним по поводу незабытой поэмы The Rolliad. В 1796 году был избран в парламент от Сифорда.
Эллис был политическим карикатуристом в колонках еженедельной газеты Anti-Jacobin, которую он основал вместе с Джорджем Кэннингом и Уильямом Джилфордом. В течение нескольких лет до начала издания этой газеты Эллис занимался исследованиями раннеанглийской литературы, будучи одним из первых крупных специалистов Нового времени по ней. В 1790 году вышло первое издание его работы Specimens of the Early English Poets, затем было издано Specimens of Early English M etrical Romances (1805). Он также был редактором переводов избранных французских фаблио, сделанных Грегори Льюисом, в 1796 году. Эллис был близким другом сэра Вальтера Скотта, который посвятил ему пятую песнь Мармайона, и вёл с ним обширную переписку. Похоронен около церкви в Ганнинг-Хилл, Беркс, где ему установлен надгробный памятник.